# Tumulus du Manio
Pour l’article homonyme, voir Quadrilatère du Manio.
Le tumulus du Manio, appelé aussi tertre du Manio, est un tumulus mégalithique situé à Carnac dans le département français du Morbihan. Le tumulus est surmonté d'un grand menhir comportant des gravures serpentiformes. Postérieurement à sa construction, le tumulus a été englobé dans un l'ensemble mégalithique plus vaste des alignements de Kermario. 

## Historique
Le tumulus est classé au titre des monuments historiques en 1900. 
Le site fait l'objet d'une fouille par Zacharie Le Rouzic et les époux Péquart en 1922 : les fouilleurs ont remarqué qu'à cet endroit les alignements de Kermario comportent un bombement qui ne semble pas d'origine naturelle et qui, de surcroît, est surmonté d'un menhir beaucoup plus haut que la moyenne des autres menhirs constituant les rangées des alignements.

## Description
Le tumulus est de forme trapézoïdale : il mesure 35 m de long sur 11 m de large côté occidental et 16 m de large côté oriental. L'intérieur du tumulus est constitué d'un ensemble de massifs circulaires accolés les uns aux autres. Chaque massif est délimité par des dalles et blocs en granite appuyés jointivement et plantés dans une couche d'argile rapportée formant une sorte d'assise. Dans sa partie la plus élevée, au nord-est, le tumulus est surmonté d'un  menhir mesurant plus de 4 m de hauteur dont 3,50 m hors sol. La base du menhir repose dans une fosse de fondation creusée dans l'arène granitique sous-jacente. L'ensemble est calé à la base par un anneau de pierres soigneusement disposées sur 3 m de rayon et 0,80 m de hauteur. La base du menhir comporte sur une de ses faces cinq traits serpentiformes masqués par le tumulus.

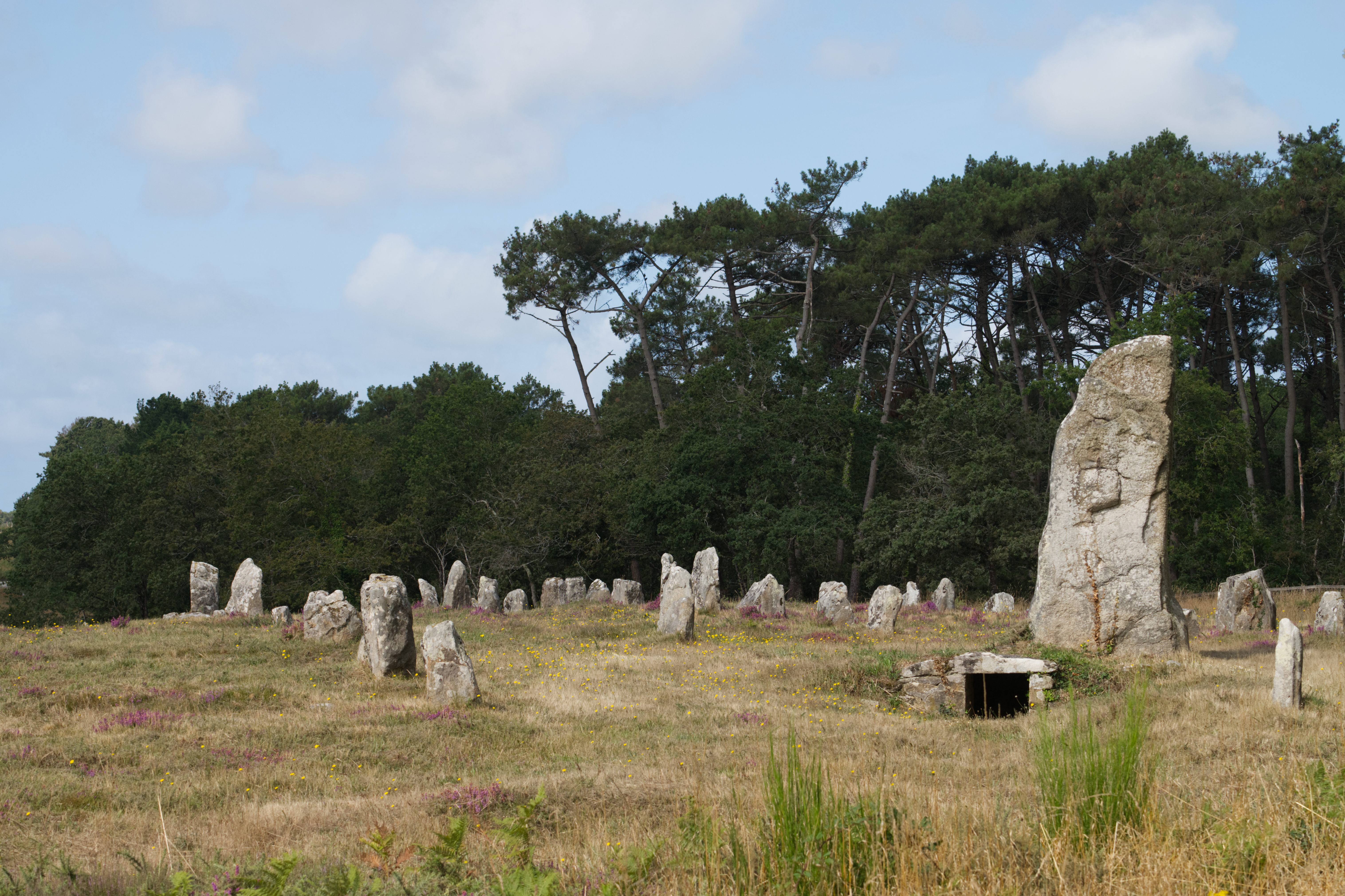
Au pied du menhir, accès aménagé aux gravures.

À 1 m environ au sud-ouest de la base du menhir, les fouilleurs ont découvert un coffre funéraire délimité par des murets en pierre et recouvert d'une grande dalle de plus de 3 m de long comportant sur sa face externe une gravure de hache emmanchée (0,60 m de longueur). Un second coffre a été découvert à quelques mètres plus à l'ouest du premier. Son architecture est différente : il est délimité par des dalles jointives fichées en terre. Il devait à l'origine être recouvert par une dalle brisée, retrouvée à proximité, mesurant 1,30 m de long sur 1,10 m de large. Plusieurs autres petites cavités (larges et profondes de 0,20 à 0,30 m) ont été mises au jour dans la masse du tumulus. Trop petites pour avoir servies d'espaces funéraires, et disposées en deux files parallèles dans la partie ouest du tumulus, elles pourraient correspondre à des structures de calage, type « trous de poteaux », pour un ancien édifice en bois. La partie nord du tumulus comportait aussi une série de foyers.

## Matériel archéologique
En 1922, les fouilleurs découvrent quatre lames de haches polies directement déposées au pied du menhir et une cinquième retrouvée à environ 1 m. L'ensemble correspond probablement à un dépôt intentionnel, type dépôt de fondation. Dans le premier coffre, ils recueillirent une poterie et une armature de flèche à tranchant transversal. De nombreux fragments de meules comportant des traces de rubéfaction ont été retrouvés dans la masse du tumulus.

## Essai d'interprétation
La construction du tumulus est antérieure à celle des alignements. Plusieurs autres tumulus sont encore visibles à proximité (quadrilatère du Manio à environ 300 m au nord, tumulus de Kerlescan à un peu moins de 600 m au nord-est) et il existait à 40 m au nord-ouest un tumulus similaire (incluant un coffre funéraire recouvert d'une dalle de 2 m de long) désormais détruit. L'ensemble pourrait avoir constitué une nécropole.